# Puck (Polen)
Puck [puʦk] (deutsch Putzig; kaschubisch Pùck) ist eine Hafen- und Kreisstadt in der polnischen Woiwodschaft Pommern. Die Stadt hat etwa 11.200 Einwohner und ist Sitz der eigenständigen Landgemeinde Puck, gehört ihr selbst aber nicht an.

## Geographische Lage
Die Stadt liegt im ehemaligen Westpreußen, an der Zatoka Pucka (Putziger Wiek), einem seichten Teil der Danziger Bucht, etwa 45 Kilometer nordnordwestlich von Danzig.

## Geschichte

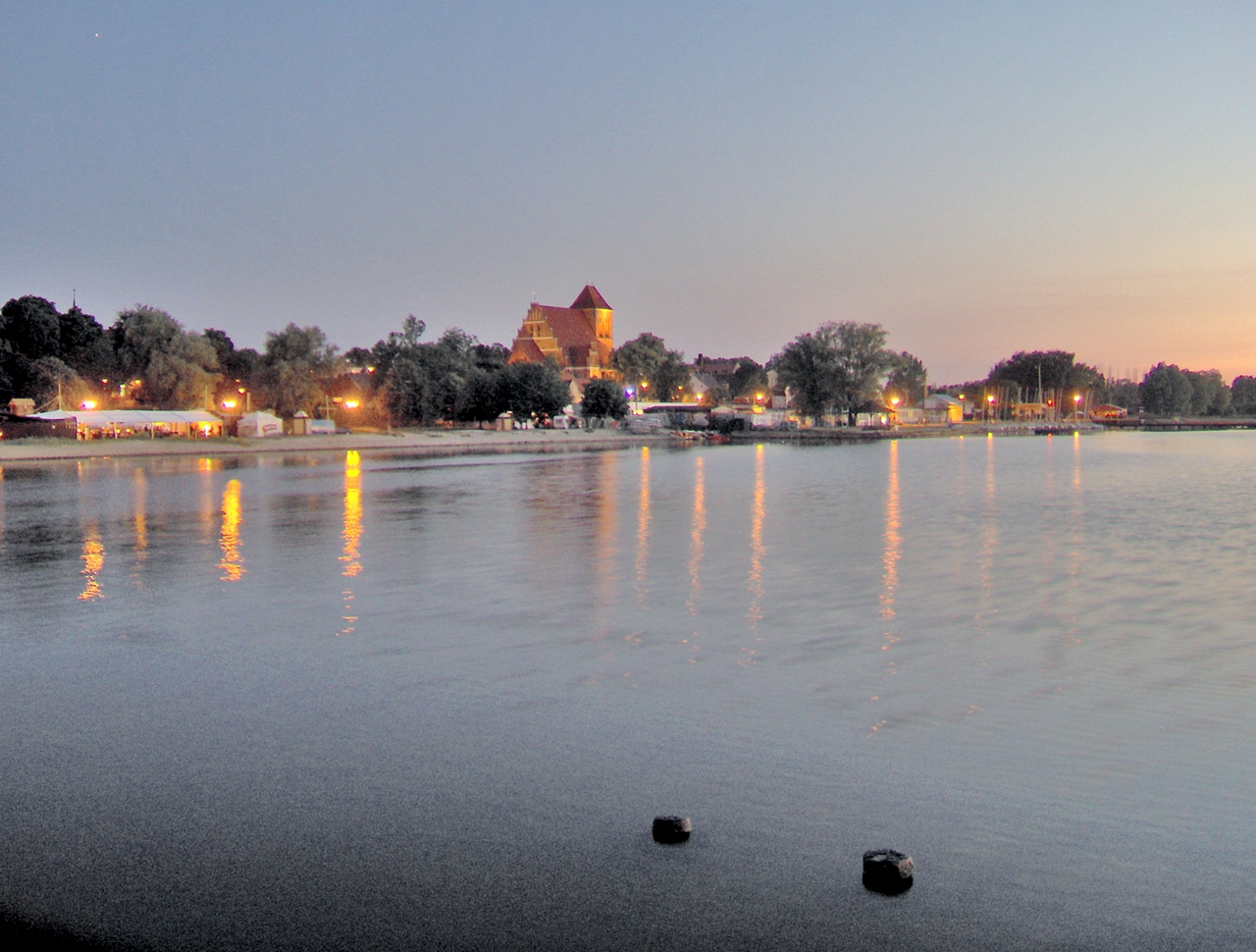
Puck an der Zatoka Pucka im Abendlicht

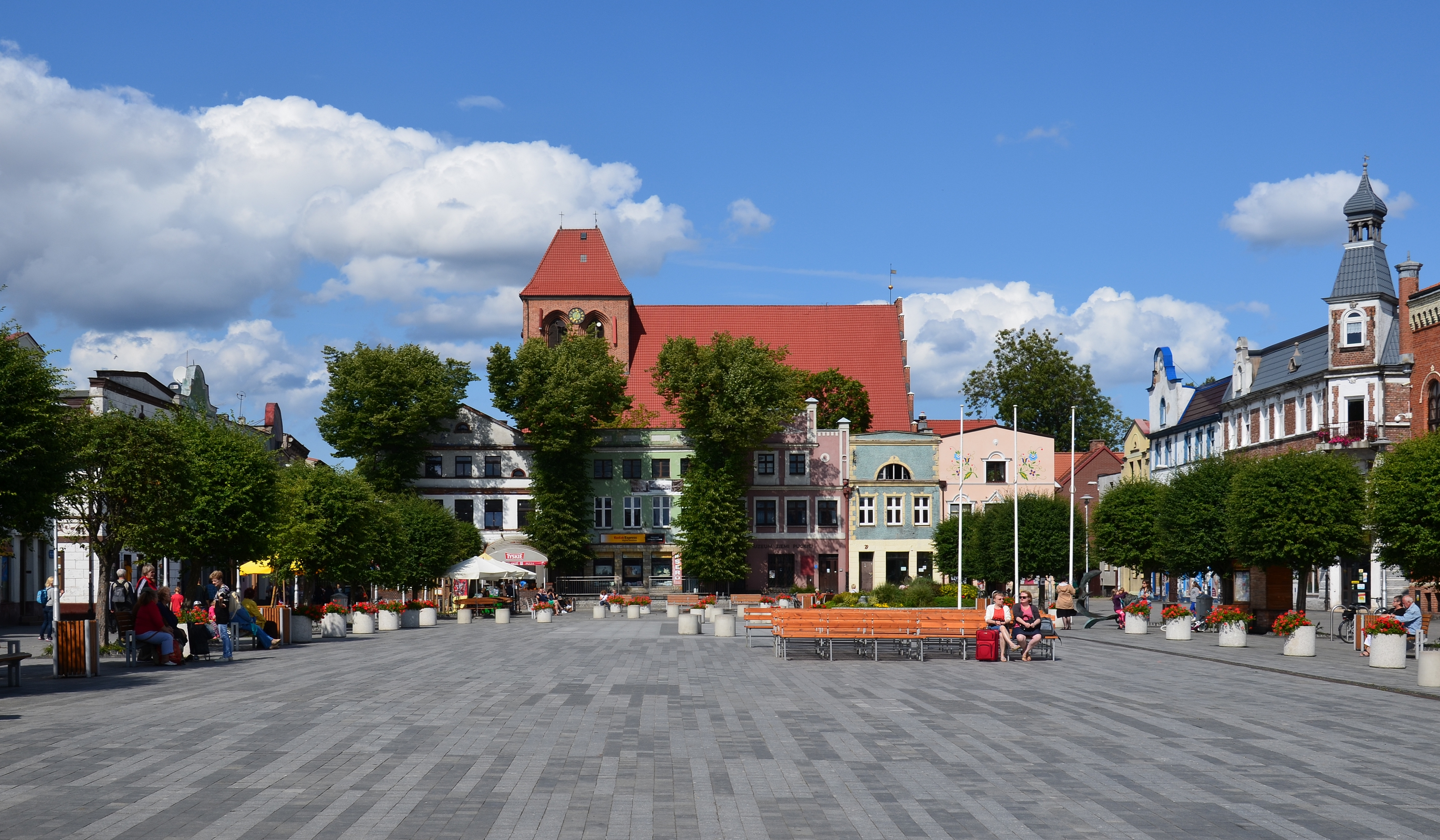
Marktplatz

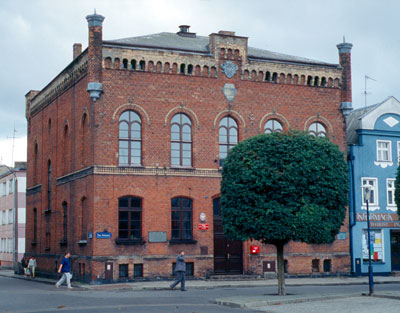
Rathaus der Stadt

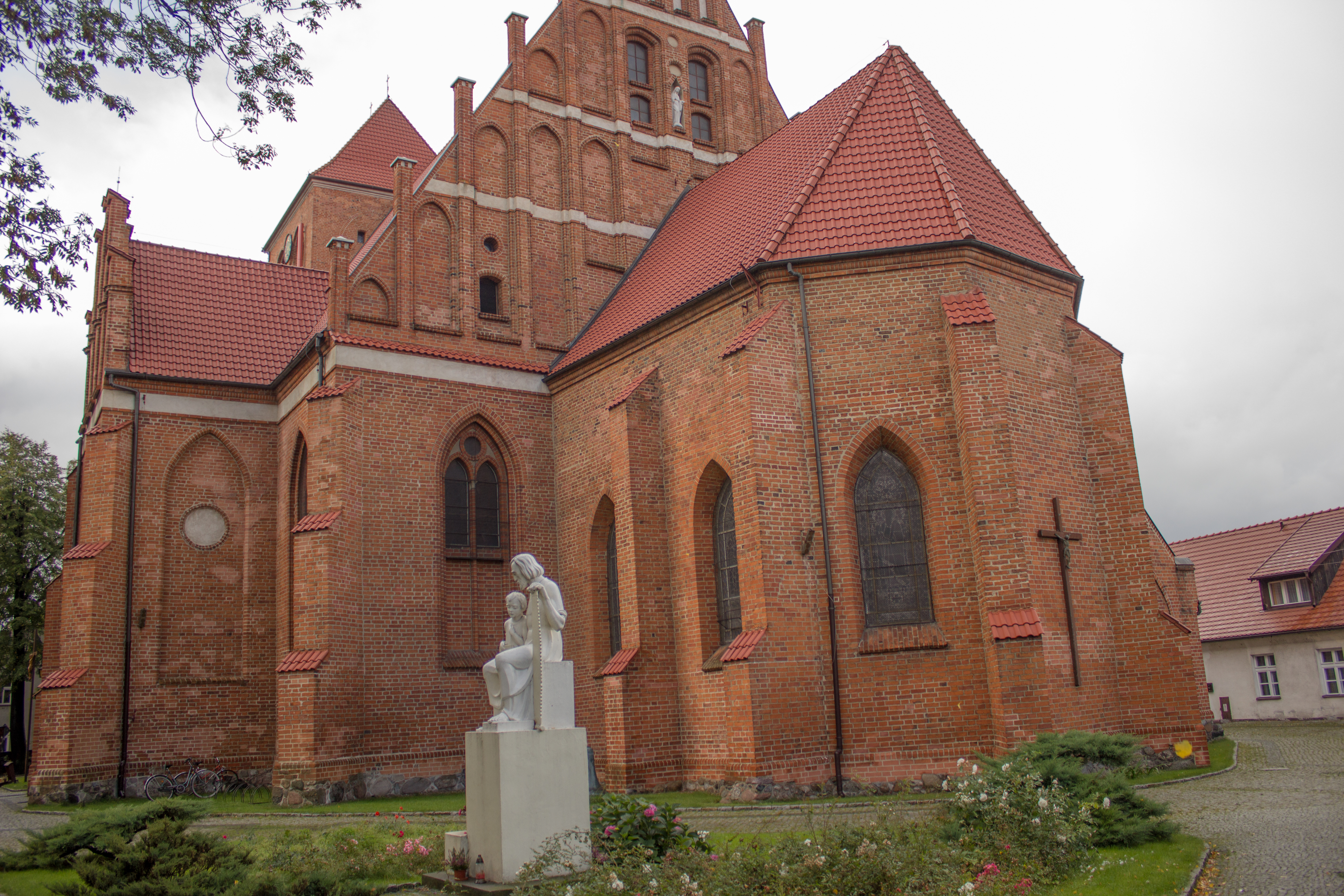
Stadtkirche

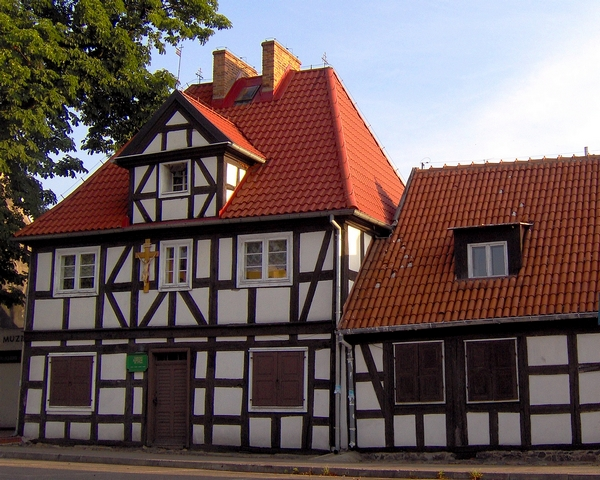
Gebäude aus dem 18. Jahrhundert

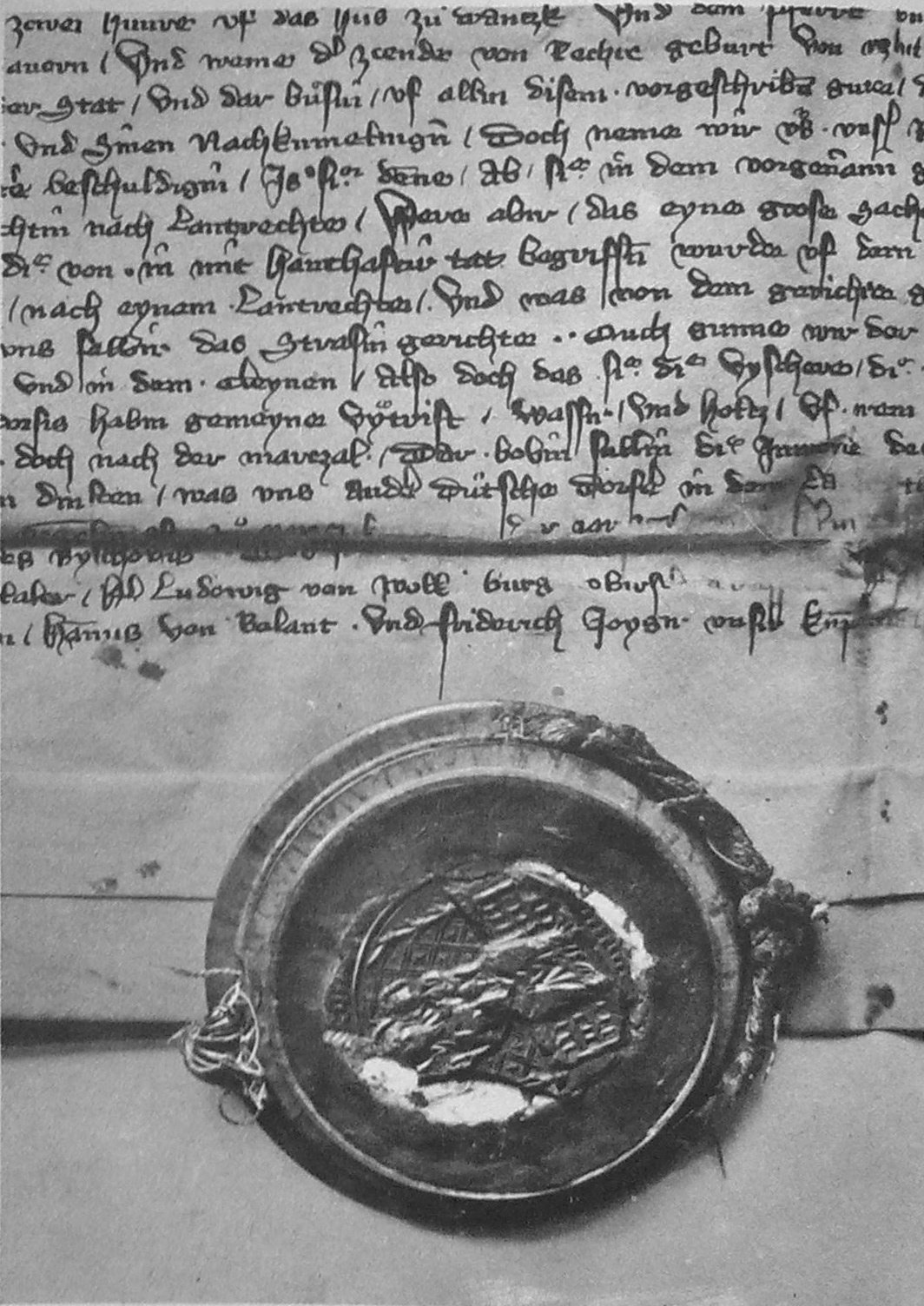
Auszug aus der Handfeste der Stadt vom Jahr 1348

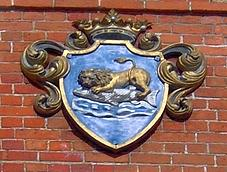
Am Rathaus angebrachtes Stadtwappen

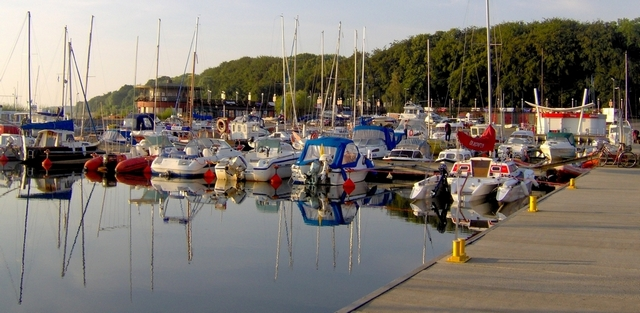
Teil des Yachthafens

Dem Topographen Goldbeck zufolge wurde die Ortschaft zuerst von dem pommerellischen Fürsten Bugislaus († 1150) angelegt, der ihr den Namen Bugustin gegeben und den an sie grenzenden Meerbusen der Ostsee, die spätere Putziger Wiek, Buguswick genannt habe. Der Ort kam 1308 zusammen mit Dantzike zum westlichen Deutschordensstaat Preußen. Die Stadtrechte erhielt der Ort 1348 vom Deutschen Orden, der ihn Bautzig nannte. Später wurde die Stadt auch Pautzke genannt, woraus schließlich Putzig wurde. Zusammen mit anderen Orten vor allem im westlichen Ordenspreußen trat die Stadt dem Preußischen Bund bei, der sich am 10. Februar 1454 anlässlich der Heirat der Kaisertochter Elisabeth von Habsburg mit dem Jagiellonen Kasimir IV. vom Deutschen Orden lossagte und freiwillig dem autonomen, unter der Schirmherrschaft der Krone Polens stehenden Preußen Königlichen Anteils, auch ‚Polnisch-Preußen‘ genannt, beitrat. In Königlich Preußen gehörte Putzig zur Woiwodschaft Pommerellen.
Als 1454 der Dreizehnjährige preußische Städtekrieg entbrannte, stellte sich Putzig förmlich unter den Schutz der Stadt Danzig. Das Fischmeisteramt, das der Deutsche Orden in Putzig betrieb, wurde während der Zeit des Bundeskriegs von dem Ordensbeamten Heinrich Reffle von Richtenberg verwaltet. Putzig wurde mit dem Zweiten Thorner Frieden 1466 zum Sitz des königlichen Starosten. Bis 1544 hatte sich das Gebiet von Putzig eine Zeitlang im Pfandbesitz der Stadt Danzig befunden, die es jedoch nach Zahlung einer Abfindung in Höhe von 6.000 ungarischen und 2000 preußischen Gulden durch den polnischen König wieder abtreten musste. Da die Stadt Danzig keine für den polnischen König gecharterten Schiffe im Danziger Gebiet erlaubte, mussten diese 1567 in dem kleinen Fischerhafen Pautzke an der Pautzker Wiek ankern.
1626 wurde die Stadt von Schweden erobert, 1627 von Polen eingenommen, 1703 schließlich erneut von den Schweden besetzt.
Im Rahmen der Ersten Teilung Polens 1772, mit der die Wiedervereinigung Preußens einherging, kam das Gebiet um Putzig und Neustadt unter Friedrich II. von Preußen zum Königreich Preußen. Um 1785 hatte die Stadt eine kleine evangelische Schule und gehörte zu den vier Städten des Dirschauer Kreises, später zum Kreis Neustadt in Westpreußen; von den 107 Feuerstellen, die die Stadt enthielt, waren um diese Zeit nur 58 bebaut.
Ab 1887 war Putzig Kreisstadt des gleichnamigen Kreises. Um 1835 hatte Putzig eine katholische Kirche, eine evangelische Kirche und eine Synagoge. 1898 erhielt die Stadt einen Bahnhof an der Strecke von Reda, die später noch nach Norden in Richtung Krokowa und zur Halbinsel Hel verlängert wurde.
1913 wurden in Putzig die ersten Marineflieger der Kaiserlichen Marine stationiert. Vor 1920 gehörte Putzig zum Kreis Putzig im Regierungsbezirk Danzig der Provinz Westpreußen des Deutschen Reichs.
Nach Ende des Ersten Weltkriegs musste Putzig mit Wirkung vom 20. Januar 1920 aufgrund der Bestimmungen des Versailler Vertrags zum Zweck der Einrichtung des Polnischen Korridors an Polen abgetreten werden. Hier vollzog der polnische General Józef Haller von Hallenburg am 10. Februar 1920 die Zeremonie der „Vermählung Polens mit dem Meer“. Der Tag wird seitdem jährlich gefeiert.
In der neuen Woiwodschaft Pommerellen war Putzig Kreisstadt des Powiat Pucki, bevor dieser am 1. Januar 1927 im Powiat morski (Seekreis) aufging. In der Zwischenkriegszeit war Putzig das Hauptquartier der 1918 gegründeten polnischen Kriegsmarine und der einzige polnische Ostseehafen, bevor Gdingen in den 1920er Jahren zum großen Handels- und Militärhafen ausgebaut wurde.
Nach dem Überfall auf Polen 1939 wurde das Kreisgebiet vom Deutschen Reich völkerrechtswidrig annektiert. Es wurde dem Reichsgau Danzig-Westpreußen zugeordnet, zu dem die Stadt Putzig bis 1945 gehörte. Gegen Ende des Zweiten Weltkriegs besetzte im Frühjahr 1945 die Rote Armee die Region. Nach Beendigung der Kampfhandlungen wurde die Region – mit Ausnahme militärischer Sperrgebiete – seitens der sowjetischen Besatzungsmacht der Volksrepublik Polen zur Verwaltung überlassen. In der darauf folgenden Zeit wanderten Polen zu, und die einheimische Bevölkerung wurde von der polnischen Administration bis auf den kaschubischen Bevölkerungsanteil aus Putzig vertrieben.
Die Stadt ist eine der Hochburgen der Kultur der Kaschuben.

### Demographie
| Jahr | Einwohner | Anmerkungen |
| ---- | --------- | --- |
| 1802 | 1008      | [ 11 ] |
| 1810 | 1018      | [ 11 ] |
| 1816 | 1060      | davon 325 Evangelische, 601 Katholiken und 134 Juden |
| 1821 | 1630      | [ 11 ] |
| 1827 | 1818      | [ 12 ] |
| 1831 | 1939      | teils Katholiken, teils Evangelische, auch Juden |
| 1864 | 2361      | [ 13 ] |
| 1871 | 2062      | in 157 Wohngebäuden |
| 1875 | 2095      | [ 15 ] |
| 1880 | 2019      | [ 15 ] |
| 1890 | 1869      | darunter 452 Evangelische und 62 Juden (700 Polen) |
| 1905 | 2160      | davon 1628 Deutsche (75 %) und 346 Kaschuben (16 %), davon waren 1531 Katholiken, 587 Evangelische und 41 Juden |
| 1910 | 2534      | am 1. Dezember, davon 1869 mit deutscher Muttersprache (darunter 638 Evangelische, 1188 Katholiken und 42 Juden), 121 mit polnischer Muttersprache (sämtlich Katholiken) und 476 mit kaschubischer Muttersprache (sämtlich Katholiken). |

| Jahr | Einwohner | Anmerkungen             |
| ---- | --------- | ----------------------- |
| 2012 | 11.545    | Stand vom 30. Juni 2012 |
| 2019 | 11.213    | im Juni                 |

## Städtepartnerschaften
- Konz – Seit dem 6. März 2001 besteht eine Partnerschaft zwischen den Landkreisen Puck und Trier-Saarburg, aus der am 14. November 2003 die Städtepartnerschaft von Putzig mit der deutschen Stadt hervorging.

Weitere Partnerstädte sind:
- Cieszyn (Teschen) in der Woiwodschaft Schlesien
- Naantali in Finnland
- Stein in Mittelfranken

## Politik

### Stadtwappen

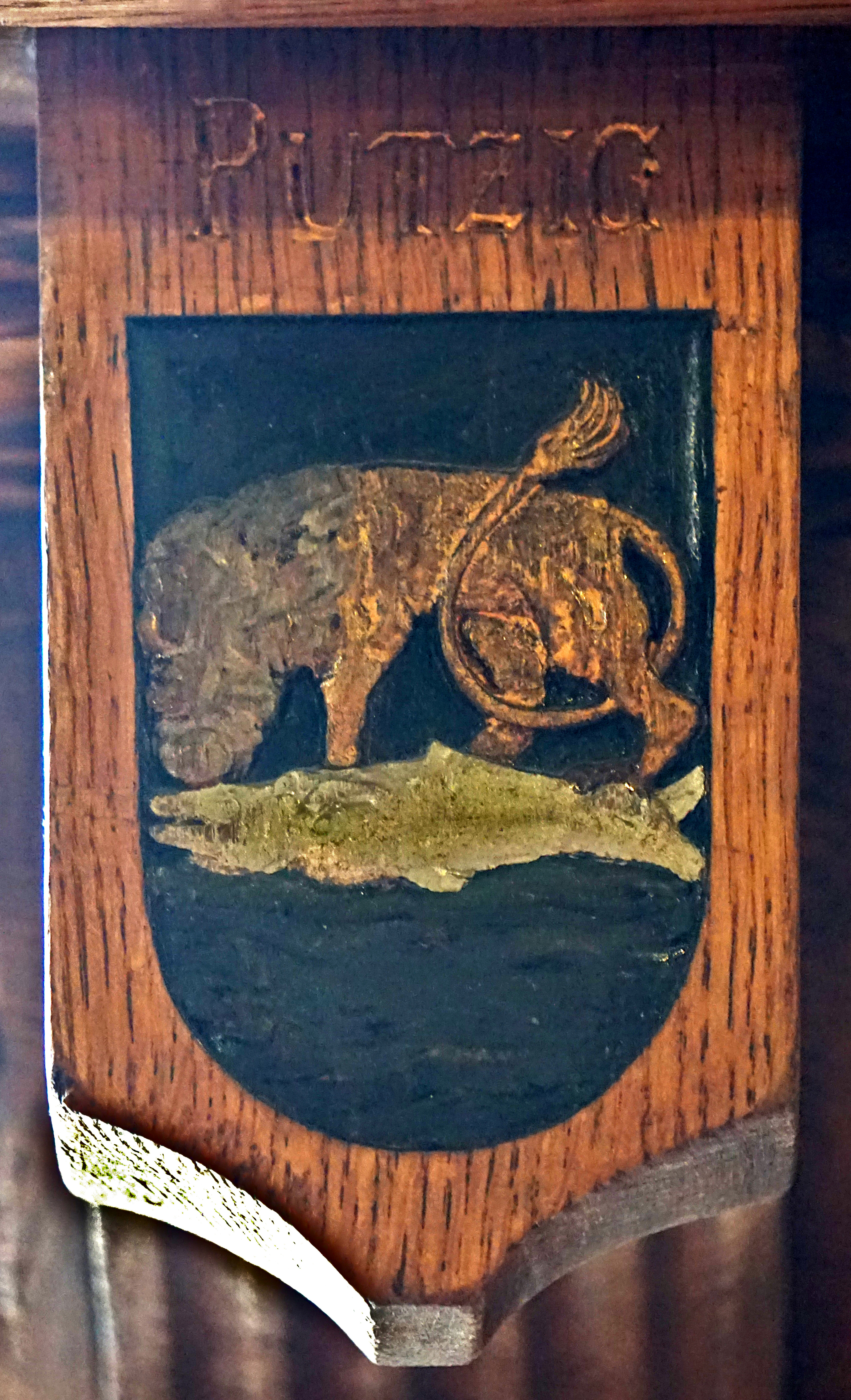
Wappen von Putzig im Plenarsaal des altstädtischen Rathauses in Danzig

Das ungewöhnliche Stadtwappen von Puck zeigt in Blau einen goldenen Löwen, der an einem silbernen Lachs nagt. Nach einer Legende zeigte das alte Wappen nur den silbernen Fisch in Blau, der Löwe soll dem Stadtwappen von König Karl VIII. (Schweden) (Karl Knutsson Bonde) beigefügt worden sein, der die Stadt in den Jahren 1457–1460 als Pfand hielt, und stammt von dem Löwen der Goten (Göta lejon) im Großen Staatswappen von Schweden. Zur Wappengeschichte gibt es auch eine alte kaschubische Legende: Ein Lachs und ein Aal kämpften um die Vorherrschaft in der Ostsee. Ermüdet und entkräftet, ineinander verschlungen, waren sie dem Tode nahe. Plötzlich näherte sich ihnen ein Boot, auf dem ein Löwe saß. Der Löwe nahm den Aal in sein Boot, während der befreite Lachs zum Putziger Hafen schwamm. In Putzig angelangt, nahm der Löwe den Lachs in sein Maul und trug ihn zur Turmspitze des Rathauses hinauf. Seitdem sind beide Tiere unzertrennlich im Wappen der Stadt vereint.

## Ordensburg Putzig

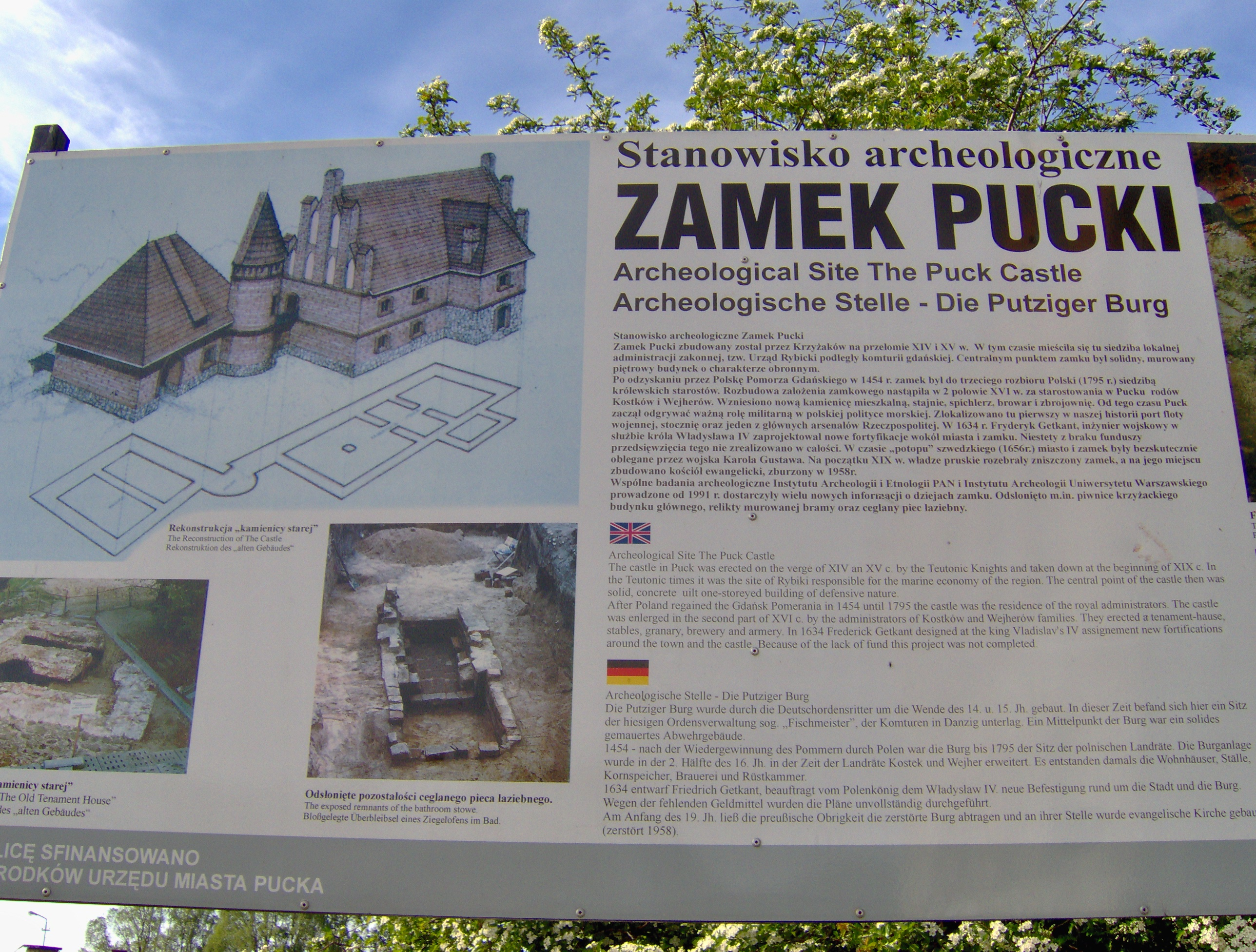
Infoschild zur Ordensburg Putzig

Burg Putzig wurde vom Deutschen Orden um 1400 erbaut. Sie diente zunächst als Verwaltungssitz der sogenannten „Fischmeister“ des Deutschen Ordens und war der Komturei Danzig unterstellt. Zentraler Bau der Burg war ein Wohnbau aus Brandsteinziegeln mit Treppenturm.
Seit das Herzogtum Pommern 1454 wieder an Polen überging, diente die Burg bis 1795 als Sitz polnischer Landräte.
Unter den Landräten Kostek und Wejher wurde die Burg in der 2. Hälfte des 16. Jh. erweitert. Es entstanden Wohnhäuser, Kornspeicher, Brauerei, Ställe und eine Rüstkammer.
1634 entwarf Friedrich Getkant im Auftrag des polnischen Königs Wladyslaw IV. eine neue Befestigungsanlage um Burg und Stadt.
Der Bau dieser neuen Befestigungsanlagen erfolgte aus Geldmangel nur teilweise. Anfang des 19. Jh. ließ die preußische Obrigkeit die Burgruine abtragen und an ihrer Stelle eine evangelische Kirche errichten.
Diese Kirche wurde 1958 zerstört und abgetragen. Mittlerweile erfolgten Ausgrabungen auf dem Gelände der Burg.
Es wurden Grundmauern vorgefunden. Bemerkenswert sind Reste eines mittels Ofens beheizbaren Badebeckens der Burganlage.

## Sehenswürdigkeiten
- Rathaus, erbaut 1865
- Museum des Putziger Landes
- Pfarrkirche St. Peter und Paul
- Bürgerhäuser am Hauptmarkt (pl. Wolności)
- Neu angelegter Yachthafen

## Landgemeinde Puck
Puck ist Sitz einer Landgemeinde gleichen Namens, ist aber selber nicht Teil dieser. Die Landgemeinde, die die Stadt umfasst, hat eine Fläche von 243,3 km² auf der 27.069 Menschen leben (31. Dezember 2020).

## Persönlichkeiten
- Reinhard Dahms (1944–1966), Todesopfer an der innerdeutschen Grenze
- Heinrich Joseph Horwitz (1824–1899), Politiker
- Stanisław Jaskułka (* 1958), Weitspringer
- Sławek Jaskułke (* 1979), Jazzmusiker
- Heinrich Rickert (1833–1902), Reichstagsabgeordneter und Journalist
- Emil Waschinski (1872–1971), Historiker, Numismatiker und Lehrer